# 샤오미 오토
샤오미 오토(영어: Xiaomi Auto, 小米汽车; 법적으로 샤오미 자동차 유한공사)는 중국 베이징시에 본사를 둔 중화인민공화국의 전기자동차 제조사로, 중화인민공화국의 가전제품 제조업체인 샤오미의 자회사이다. 2021년에 샤오미 창립자이자 회장인 레이쥔이 설립했으며, 주로 전기자동차를 개발하고 제조한다.

## 역사
2021년, 레이쥔은 샤오미가 미국의 제재를 받았다는 전화를 받았다. 이사회와의 긴급 회의 중, 어떤 사람이 회사의 휴대전화 사업이 더 이상 지속될 수 없다면 샤오미의 3만 또는 4만 명의 직원들은 어떻게 될 것인가라는 질문을 제기했다. 이것이 샤오미가 자동차 제조로 다각화하게 된 계기가 되었다.
이후 레이쥔은 니오 CEO 윌리엄 리와 샤오펑 CEO 허샤오펑과 같은 친구들로부터 자동차 산업 진출을 강력히 추천받았다. 그는 스마트 전기차로의 전환이 피할 수 없는 추세임을 인정했다.
2021년 3월 30일, 샤오미는 지능형 전기차(EV) 사업에 전념하는 완전 소유 자회사를 설립할 것이라고 발표했다. 이 사업을 위한 초기 투자는 100억 위안으로 설정되었으며, 향후 10년간 총 100억 달러의 투자가 예상되었다. 그룹의 CEO인 레이쥔은 지능형 전기차 사업의 CEO도 겸임할 것이었다. 2021년 9월 1일, 샤오미 자동차 유한공사가 공식적으로 설립되었다.
그 당시 평론가들은 레이쥔에게 모든 것을 자체적으로 처리하기보다는 가능한 한 빨리 자동차를 출시하는 것이 우선이며, 샤오미는 기존의 OEM과 협력해야 한다고 제안했다. 그러나 레이쥔은 이러한 접근 방식을 거부하며, 지름길을 택하지 않을 것이라고 밝혔다. 아웃소싱을 하지 않음으로써 모든 핵심 기술은 제조 과정에서 자체적으로 개발되어야 했다.
발표 이후 샤오미 오토는 초기 샤오미 기업가인 류안위, BMW에서 경력을 쌓은 유럽 기반 자동차 디자이너 리톈위안, 순웨이 캐피탈 파트너 후정난 등 다양한 인재를 유치했다. 샤오미 오토의 채용 노력은 약 38만 건의 입사 지원을 받으며 엄청난 호응을 얻었다.
2021년 11월 27일, 베이징시 정부와 샤오미는 공식적으로 협력 계약을 체결하여, 샤오미 자동차가 베이징 경제기술개발구에 설립되었음을 공식 발표했다. 샤오미 자동차는 총 연간 30만 대의 생산 능력을 갖춘 2단계 차량 공장을 건설할 계획이다. 1단계와 2단계의 생산 능력은 각각 15만 대이다. 첫 번째 차량은 2024년에 베이징 경제기술개발구에서 생산 라인에서 출고되어 대량 생산이 시작될 예정이다.
2022년 3월, 샤오미 그룹은 2021년 연간 실적 보고서를 발표했다. 보고서에 따르면 샤오미의 지능형 전기차 사업은 2021년 3월 자동차 제조 계획을 발표한 이후 예상을 뛰어넘는 진전을 보였다. 샤오미의 첫 시제차는 2023년 8월 16일에 완성되었고, 이후 광범위한 겨울 및 여름 차량 테스트를 거쳤다. 2023년 12월 현재, 자동차 사업의 연구 개발팀은 1,000명 이상으로 늘어났으며, 2024년 상반기에 정식 대량 생산이 시작될 것으로 예상된다.
2023년 12월 28일, 샤오미는 첫 전기차인 SU7을 공개했다. SU7은 2024년 3월 28일 베이징에서 공식적으로 출시되었고, 샤오미는 이날부터 차량 주문을 받기 시작했다. 2024년 6월 현재, 샤오미 오토의 중화인민공화국 내 오프라인 소매점 수는 12,000개를 넘어섰다.
2024년 7월, 샤오미 오토는 이전에 BAIC 모터의 자격을 사용했던 것과 달리 중화인민공화국 정부로부터 독립적인 자동차 제조 자격을 획득했다. 같은 달, 샤오미 그룹은 베이징 이좡 신도시를 8억 4천만 위안에 구매하여 자동차 제조 공장을 건설했다.
2024년 11월 15일, 레이쥔은 다음 달 말까지 주행 및 주차의 전 장면 지능형 주행 경험을 실현할 수 있는 종단 간 대규모 지능형 주행 시스템을 출시할 계획이라고 발표했으며, 이 종단 간 지능형 주행 시스템 서비스를 샤오미 HAD(샤오미 하이퍼 자율 주행)라고 명명했다.
2025년 5월 22일, 15주년 행사에서 샤오미는 두 번째 차량인 YU7 SUV의 세부 사항을 공개했으며, 이 차량은 그 해 7월에 출시될 예정이다. 원래는 4월 말 오토 상하이에서 공개될 예정이었으나, 3월 29일 보조 주행 모드에서 대학생 세 명이 탑승한 샤오미 SU7이 치명적인 충돌 사고를 일으킨 논란으로 인해 연기되었다.
2025년 5월 31일, 샤오미는 5월에 29개의 새 매장을 열어 중화인민공화국 82개 도시에서 총 298개의 매장을 운영하게 되었다고 발표했다. 또한 6월에는 10개 도시에서 37개의 새 매장을 열 계획이다. 5월 31일 현재, 88개 도시에서 153개의 샤오미 서비스 센터를 운영하고 있다.
2025년 7월 10일 현재, 샤오미는 2024년 4월 3일부터 샤오미 오토의 누적 인도량이 30만 대를 넘어섰다고 발표했다.

## 제품

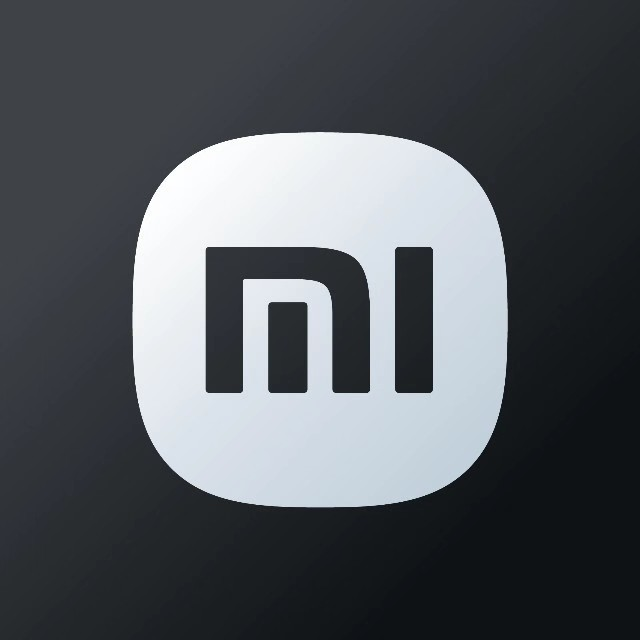
샤오미 차량에 사용되는 대체 로고

- 샤오미 SU7 (2024년~현재), 풀사이즈 세단, BEV
- 샤오미 YU7 (2025년~현재), 중형 SUV, BEV
- 샤오미 YU9 (출시 예정), 풀사이즈 SUV, EREV

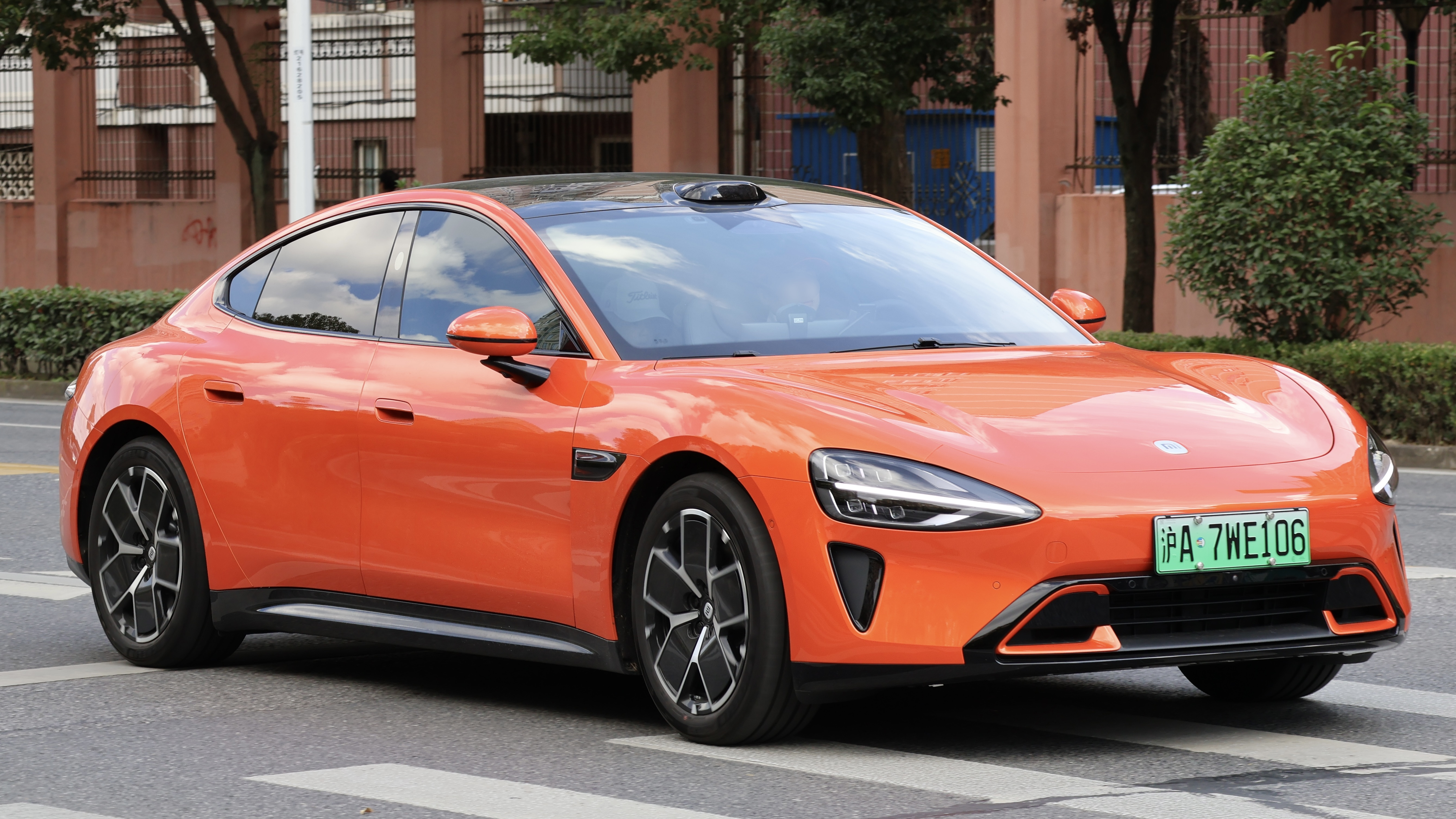
샤오미 SU7
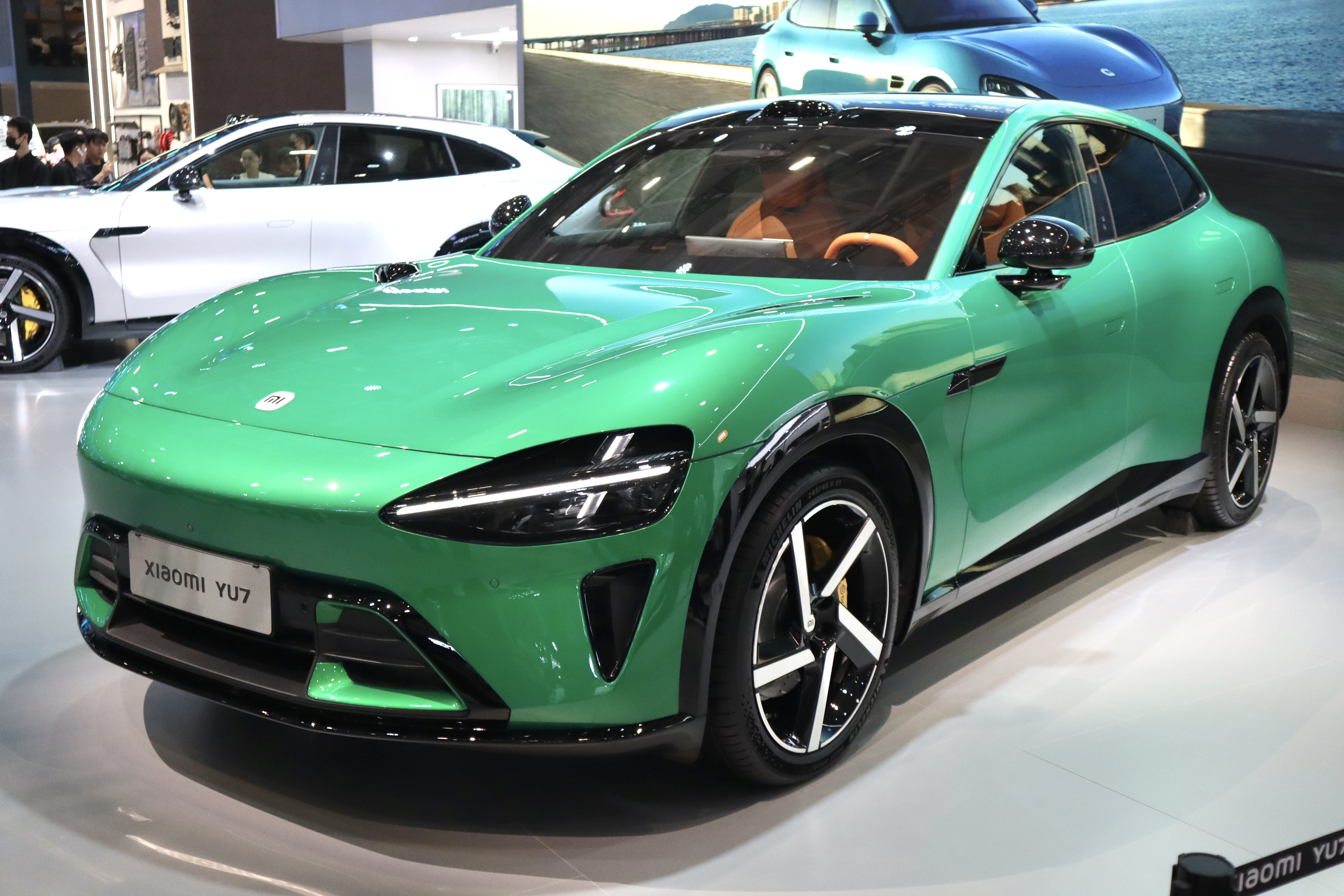
샤오미 YU7

## 판매
| 연도 | 총 판매량 |
| ---- | --------- |
| 2024 | 135,000   |

## 같이 보기
- 중화인민공화국의 자동차 제조 기업
- 중화인민공화국의 자동차 제조 기업 목록